# Livre scientifique de l'année
Le livre scientifique de l'année (finnois : Savonia-kirjallisuuspalkinto) est un prix littéraire récompensant un livre scientifique en Finlande.

## Description
Le prix est décerné par la délégation des sociétés savantes de Finlande (fi).
Depuis 2004 son montant est de 10 000 euros.

## Lauréats
| Année | Ouvrages |
| ----- | --- |
| 1988  | (en) Dag Anckar, Hannu Nurmi, Matti Wiberg (eds.), Rationality and Legitimacy. Essays on Political Theory, Valtiotieteellinen yhdistys                                                  |
| 1988  | (sv) Märta Hirn, Finland framställt i teckningar, Svenska litteratursällskapet i Finland                                                                                                |
| 1988  | (fi) Esko Koivusalo (ed.), Mikael Agricolan kieli, Société de littérature finnoise |
| 1988  | (fi) Raimo Lehti, Tapio Markkanen, Jan Rydman, Isaac Newton – jättiläisen hartioilla, Ursa                                                                                              |
| 1988  | (en) Eino Murtorinne, The History of Finnish Theology 1828–1918, Association scientifique finlandaise                                                                                   |
| 1988  | (fi) Juhani Niemi, Viime sotien kirjat, Société de littérature finnoise |
| 1988  | (fi) Ilkka Niiniluoto, Petri Stenman, Minä, Suomen Filosofinen Yhdistys |
| 1988  | (fi) Panu Rajala, Siljan synty. F. E. Sillanpää vuosina 1923–1931, Société de littérature finnoise                                                                                      |
| 1988  | (en) Kalevi Rikkinen, Ragnar Hult and the Emergence of Geography in Finland 1880–1900, Suomen Maantieteellinen Seura                                                                    |
| 1989  | (sv) Bjarne Huldén, Antiken och tekniken, Svenska Tekniska Vetenskapsakademien |
| 1989  | (fi) Leena Hämet-Ahti, Annikki Palmén, P. Alanko, P. M. A. Tigerstedt, Suomen puu- ja pensaskasvio, Dendrologian seura                                                                  |
| 1989  | (fi) Heta Häyry, Hannu Karttunen, Matti Virtanen, Paholaisen asianajaja : Opaskirja skeptikolle, Ursa (lire en ligne)                                                                   |
| 1989  | (fi) Pekka Laaksonen, Ulla Piela, Pirkko Lahti, Hullun kirjoissa. Näkökulmia suomalaiseen kylähulluuteen, Société de littérature finnoise                                               |
| 1989  | (fi) Markku Löytönen, Matka-arkku. Suomalaisia tutkimusmatkailijoita, Société de littérature finnoise                                                                                   |
| 1989  | (en) Marja-Liisa Swantz, Transfer of Technology as an Intercultural Process, Suomen Antropologinen Seura                                                                                |
| 1990  | (fi) Pekka Ahtiainen & al., Historia nyt. Näkemyksiä suomalaisesta historian tutkimuksesta, WSOY / Historiallinen Yhdistys                                                              |
| 1990  | (fi) Eero Kiviniemi, Perustietoa paikannimistä, Société de littérature finnoise |
| 1990  | (fi) Aili Nenola ja Senni Timonen, Louhen sanat. Kirjoituksia kansanperinteen naisista, Société de littérature finnoise                                                                 |
| 1990  | (fi) Heikki Oja, Markku Poutanen, Aurinkokuntamme, Ursa |
| 1990  | (sv) Kari Tarkiainen, Finnarnas historia i Sverige. Inflyttarna från Finland under det gemensamma rikets tid, Suomen Historiallinen Seura                                               |
| 1990  | (sv) Åsa Ringbom, Societetshusen i Storfurstendömet Finland, Suomen Muinaismuistoyhdistys                                                                                               |
| 1991  | (fi) Matti Eronen, Jääkausien jäljillä, Ursa |
| 1991  | (fi) Pekka Nevalainen, Hannes Sihvo, Inkeri. Historia, kansa, kulttuuri, Société de littérature finnoise                                                                                |
| 1991  | (fi) Gunnar Suolahti, Elämää Suomessa 1700-luvulla. Jälkisanat Matti Klinge, Société de littérature finnoise                                                                            |
| 1992  | (sv) Bo Lönnqvist, Ting, rum och barn. Historisk-antropologiska studier i kulturella gränsöverskridande, Suomen Muinaismuistoyhdistys                                                   |
| 1993  | (fi) Lauri Honko, Senni Timonen, Michael Branch, Keith Bosley, The Great Bear. A Thematic Anthology of Oral Poetry in Finno-Ugrian Languages, Société de littérature finnoise           |
| 1993  | (fi) Hannu Karttunen, Olli Manner, Pentti Tuovinen, Tähtitaivas 2000 Kartasto ja käsikirja, Ursa                                                                                        |
| 1993  | (fi) Aira Kemiläinen, Suomalaiset, outo Pohjolan kansa. Rotuteoriat ja kansallinen identiteetti, Suomen Historiallinen Seura                                                            |
| 1994  | (fi) Anneli Asplund, Balladeja ja arkkiveisuja. Suomalaisia kertomalauluja, Société de littérature finnoise                                                                             |
| 1994  | (en) Markus Hiekkanen, The Stone Churches of the Medieval Diocese of Turku, Suomen Muinaismuistoyhdistys                                                                                |
| 1994  | (fi) Pertti Karkama, Kirjallisuus ja nykyaika. Suomalaisen sanataiteen teemoja ja tendenssejä, Société de littérature finnoise                                                          |
| 1994  | (fi) Allan Tiitta, Harmaakiven maa. Zacharias Topelius ja Suomen maantiede, Association scientifique finlandaise                                                                        |
| 1995  | (en) Maija Kallinen, Change and Stability. Natural Philosophy at the Academy of Turku, Suomen Historiallinen Seura                                                                      |
| 1996  | (sv) Kerstin Smeds, Helsingfors–Paris. Finland på världsutställningarna 1851–1900., Svenska litteratursällskapet i Finland & Finska historiska samfundet/Suomen Historiallinen Seura    |
| 1997  | (fi) Juhani Mänttäri, Suomen luonnon sata vuotta. Suomen Biologian Seuran Vanamon juhlakirja, Suomen Biologian Seura Vanamo)                                                            |
| 1998  | (fi) Juha Sihvola, Toivon vuosituhat. Eurooppalainen ihmiskuva ja suomalaisen yhteiskunnan tulevaisuus, Atena                                                                           |
| 1999  | (fi) Raimo Lehti, Galileo Galilei. Sidereus Nuncius. "Tarina Galileista ja kaukoputkesta", Ursa                                                                                         |
| 2000  | (fi) Reijo Norio, Suomi-neidon geenit. Tautiperinnön takana, juurillemme johtamassa, Otava                                                                                              |
| 2001  | (fi) Kimmo Katajala, Suomalainen kapina. Talonpoikaislevottomuudet ja poliittisen kulttuurin muutos Ruotsin ajalla (1150–1800), Société de littérature finnoise                         |
| 2002  | (fi) Anna Kortelainen, Albert Edelfeltin fantasmagoria: nainen, "Japani", tavaratalo, Société de littérature finnoise                                                                   |
| 2003  | (fi) Hannu Sariola, Mikko Frilander, Tapio Heino, Jukka Jernvall, Juha Partanen, Kirsi Sainio, Marjo Salminen, Irma Thesleff, Kehitysbiologia. Solusta yksilöksi, Kustannus Oy Duodecim |
| 2004  | (fi) Markku Kuisma, Kahlittu raha, kansallinen kapitalismi. Kansallis-Osake-Pankki 1940–1995, Société de littérature finnoise                                                           |
| 2005  | (fi) Kimmo Rentola, Vallankumouksen aave. Vasemmisto, Beljakov ja Kekkonen, Otava, 1970                                                                                                 |
| 2006  | (fi) Mirkka Lappalainen, Maailman painavin raha, WSOY |
| 2007  | (sv) Merete Mazzarella, Fredrika Charlotta född Tengström. En nationalskalds hustru, Svenska litteratursällskapet i Finland                                                             |
| 2008  | (fi) Juha Pekka Lunkka, Maapallon ilmastohistoria |
| 2009  | (fi) Mikko Ylikangas, Unileipää, kuolonvettä, spiidiä. Huumeet Suomessa 1800-1950 |
| 2010  | (fi) Helena Hallenberg ja Irmeli Perho, Ruokakulttuuri islamin maissa, Gaudeamus (fi), 2010                                                                                             |
| 2011  | (fi) Tuomas Tepora, Sinun puolestas elää ja kuolla. Suomen liput, nationalismi ja veriuhri 1917–1945, WSOY, 2011                                                                        |
| 2011  | (fi) Juha Sihvola, Maailmankansalaisten uskonto. |
| 2012  | (fi) Kirsi Vainio-Korhonen, Ujostelemattomat. Kätilöiden, synnytysten ja arjen historiaa, WSOY, 2012                                                                                    |
| 2012  | (fi) Veli-Pekka Lehtola, Saamelaiset suomalaiset. Kohtaamisia 1896–1953, Société de littérature finnoise, 2012                                                                          |
| 2012  | (fi) Annamari Vänskä, Muodikas lapsuus. Lapset muotikuvissa, Gaudeamus (fi), 2012 |
| 2013  | (fi) Anna-Leena Siikala, Itämerensuomalaisten mytologia, Société de littérature finnoise, 2013                                                                                          |
| 2013  | (fi) Johanna Hurtig, Taivaan taimet. Uskonnollinen yhteisöllisyys ja väkivalta, Vastapaino, 2013                                                                                        |
| 2014  | (fi) Mirkka Lappalainen, Pohjolan Leijona, Siltala (fi), 2014 |
| 2014  | (fi) Kai Myrberg, Matti Leppäranta, Meret, maapallon siniset kasvot, Ursa, 2014 |
| 2015  | Inkeri Koskinen: Villi Suomen historia. Välimeren Väinämöisestä Äijäkupittaan pyramideihin, Tammi 2015                                                                                  |
| 2016  | Marjo Laitala et Vesa Puuronen: Yhteiskunnan tahra? Koulukotien kasvattien vaietut kokemukset, Vastapaino 2016                                                                          |
| 2017  | Aki Suokko et Rauli Partanen: Energian aika. Avain talouskasvuun, hyvinvointiin ja ilmastonmuutokseen (WSOY 2017)                                                                       |
| 2018  | (fi) Seppo Hentilä, Pitkät varjot. Muistamisen historia ja politiikka, Kustannusosakeyhtiö Siltala, 2018 (ISBN 978-952-234-514-1)                                                       |